# Neopanorpa nigritis
Neopanorpa nigritis är en näbbsländeart som beskrevs av Carpenter 1938. Neopanorpa nigritis ingår i släktet Neopanorpa och familjen skorpionsländor. Inga underarter finns listade i Catalogue of Life.